# Gelastocera fuscibasis
Gelastocera fuscibasis är en fjärilsart som beskrevs av Max Wilhelm Karl Draudt 1950. Gelastocera fuscibasis ingår i släktet Gelastocera och familjen trågspinnare. Inga underarter finns listade i Catalogue of Life.